# UFC on ESPN: Blanchfield vs. Fiorot
UFC on ESPN: Blanchfield vs. Fiorot (también conocido como UFC on ESPN 54 y UFC Atlantic City) fue un evento de artes marciales mixtas  producido por Ultimate Fighting Championship llevado a cabo el 30 de marzo de 2024, en el Boardwalk Hall, Atlantic City, Nueva Jersey, Estados Unidos.

## Antecedentes
El evento marcó la décima visita de la promoción a Atlantic City y la primera desde UFC Fight Night: Barboza vs. Lee en abril de 2018.
Una pelea de peso mosca femenino entre Erin Blanchfield y Manon Fiorot encabezó el evento.  La pelea fue promovida al estado de evento principal cuando el cartel principal anunciado original, una pelea de peso wélter entre Sean Brady y Vicente Luque, fracasó cuando Brady indicó que nunca firmó un acuerdo de pelea debido a una lesión.  Luque, en cambio, se enfrentara a Joaquin Buckley en el evento coestelar. 
Se programó una pelea de peso semipesado entre el ex retador al campeonato de peso semipesado de UFC Dominick Reyes y Carlos Ulberg en UFC 297, pero se pospuso debido a una lesión sufrida por Ulberg.  Posteriormente fueron reprogramados para este evento. Sin embargo, Reyes se retiró debido a una trombosis venosa profunda y fue reemplazado por Alonzo Menifield.  A su vez, la promoción optó por trasladar el emparejamiento a UFC Fight Night 244 el 11 de mayo por razones no reveladas. 

## Bonificaciones
Los siguientes peleadores recibieron bonos de $50.000.
- Pelea de la Noche: Ibo Aslan vs. Anton Turkalj
- Actuación de la Noche: Nate Landwehr y Dennis Buzukja